# Нетто-премія
Нетто-премія — розрахункова величина, що визначається за кожним ризиком виходячи з ймовірності настання страхового випадку за даним ризиком та очікуваної величини страхової виплати, яка обчислюється таким чином, щоб на початок дії договору актуарна вартість потоку нетто-премій дорівнювала актуарній вартості потоку майбутніх виплат (без урахування бонусів) за таким ризиком.[1]
Нетто-премія — внесок, необхідний для покриття страхових платежів за певний проміжок часу за даним видом страхування. Якщо має місце планомірний розвиток ризику, то нетто-премія дорівнює ризиковій премії. В умовах змінного ризику передбачається гарантійна (стабілізаційна) надбавка. За цих умов нетто-премія відрізняється від ризикової на величину стабілізаційної надбавки, яка може бути виражена додатним або від'ємним числом. У майновому страхуванні нетто-премія дорівнює ризиковій премії плюс стабілізаційна надбавка, а в особистому нетто-премія дорівнює ризиковій премії плюс заощаджувальний внесок. Іноді додають ще стабілізаційну надбавку.[2]

## Методи розрахунку страхової премії
У теорії ризику існують налагоджені методи розрахунку страхової премії, які покладаються на методи теорії ймовірностей і статистики. Отже, страхова премія, що являє собою суму нетто-премії та страхової надбавки, виражається наступною формулою: П (X) = Е1 (X) Н (X).
Страхова сума залежить від величини збитку, тому S = f (x). Нетто-премія залежить як від збитку, так і від величини страхової суми (Е = f1 (s) = f2 (x) = Е (Х) = Е (S)). Дані залежності визначаються ймовірностями настання страхових подій, а, отже, потрібно знати і розуміти характеристики випадкових величин. Нетто-премія є випадковою величиною, хоча і залежить від цілком певної суми страхової суми. Для її розрахунку, необхідно використовувати формули і застосовувати закономірності з теорії ймовірностей.[4]

## Класичний підхід до визначення тарифів
При розрахунку нетто-премії за договорами загального страхування вважають, що розмір N разової нетто-премії виражає еквівалентність зобов'язань страховика та страхувальників і пропорційна до страхової суми S: N=T*S, де коефіцієнт пропорційності Т називають нетто-тарифом, або нетто-ставкою.
Наведені співвідношення вирішують поставлене завдання і дають змогу розраховувати нетто-тариф при страхуванні визначеного ризику лише у апостеріорному (післядослідному) випадку, коли відома вся необхідна інформація, а саме — відомі значення параметрів n, m, або Kзб, w. На практиці при апріорному (до початку досліду) визначенні тарифів жодний із цих параметрів не відомий і всі вони є випадковими додатними величинами. Але наведений приклад та отримані співвідношення мають важливе значення для перевірки і коригування за результатами страхової діяльності правильності апріорного визначення тарифів. Саме ці співвідношення вказують на необхідність у діяльності кожної страхової компанії постійного спостереження та аналізу значень параметрів Kзб, w за прийнятим на страхування ризиком і дають змогу періодично коригувати наперед визначені для такого ризику тарифні ставки. [3]
Брутто-премія B, або просто страхова премія, пропорційна нетто-премії N
де коефіцієнт пропорційності a (a > 1) містить частку f навантаження (адміністративні витрати, комісійні, плановий прибуток страховика) і визначається співвідношенням.
Наведені співвідношення вирішують поставлене завдання і дають змогу розраховувати нетто-тариф при страхуванні визначеного ризику лише у апостеріорному (післядослідному) випадку, коли відома вся необхідна інформація, а саме — відомі значення параметрів n, m, або Kзб, w. На практиці при апріорному (до початку досліду) визначенні тарифів жодний із цих параметрів не відомий і всі вони є випадковими додатними величинами. Але наведений приклад та отримані співвідношення мають важливе значення для перевірки і коригування за результатами страхової діяльності правильності апріорного визначення тарифів. Саме ці співвідношення вказують на необхідність у діяльності кожної страхової компанії постійного спостереження та аналізу значень параметрів Kзб, w за прийнятим на страхування ризиком і дають змогу періодично коригувати наперед визначені для такого ризику тарифні ставки. [3]